# Masaki Inoue
Masaki Inoue, (en japonès: 井上昌己, Nagasaki, 25 de juliol de 1979) és un ciclista japonès, especialista en la pista. Guanyador d'una medalla de plata als Jocs Olímpics d'Atenes en la prova de Velocitat per equips.

## Palmarès
- 2003
  - Campió d'Àsia en Velocitat
  - Campió d'Àsia en Velocitat per equips (amb Yuichiro Maesori i Hiroyuki Inagaki)
- 2004
  -  Medalla de plata als Jocs Olímpics d'Atenes en Velocitat per equips (amb Toshiaki Fushimi i Tomohiro Nagatsuka)
  - Campió d'Àsia en Velocitat
  - Campió d'Àsia en Velocitat per equips (amb Keiichiro Yaguchi i Keiichi Omori)